# Прибрежница (семейство Подорожниковые)
Прибрежница (лат. Littorella, от littus — берег) — род травянистых растений семейства Подорожниковые (Plantaginaceae).

## Ботаническое описание
Прибрежные и/или водные (растущие на дне, реже плавающие) многолетние травянистые растения. Листья линейно-шиловидные, у основания расширены во влагалище, собраны в розетку.
Цветки обычно однополые, однодомные, собраны по нескольку в пазушные соцветия, реже одиночные в пазухах листьев. Тычиночных (реже обоеполых) цветков 1 (2), с рудиментарным пестиком, на длинной ножке; чашелистиков 4, ланцетные, 3—5 мм длиной; венчик широкотрубчатый, почти перепончатый, 4—6 мм длиной, долей отгиба 4, широколанцетных; тычинок 4, нити длинные, пыльники линейно-продолговатые. Пестичных цветков (1) 2—8 (10); чашелистиков 2—4; доли венчика короткие, неодинаковые; пестик один, завязь двугнёздная (развивается только одно семя), столбик длинный, рыльце головчатое. Плод нераскрывающийся, односемянный, орешковидный.

## Виды
Род включает 3 вида:
- Littorella americana Fernald (Северная Америка)
- Littorella australis Griseb. ex Benth. & Hook.f. (Южная Америка)
- Littorella uniflora (L.) Asch. typus — Прибрежница одноцветковая (Европа)